# Trox amictus
Trox amictus är en skalbaggsart som beskrevs av Haaf 1954. Trox amictus ingår i släktet Trox och familjen knotbaggar. Inga underarter finns listade i Catalogue of Life.

## Bildgalleri

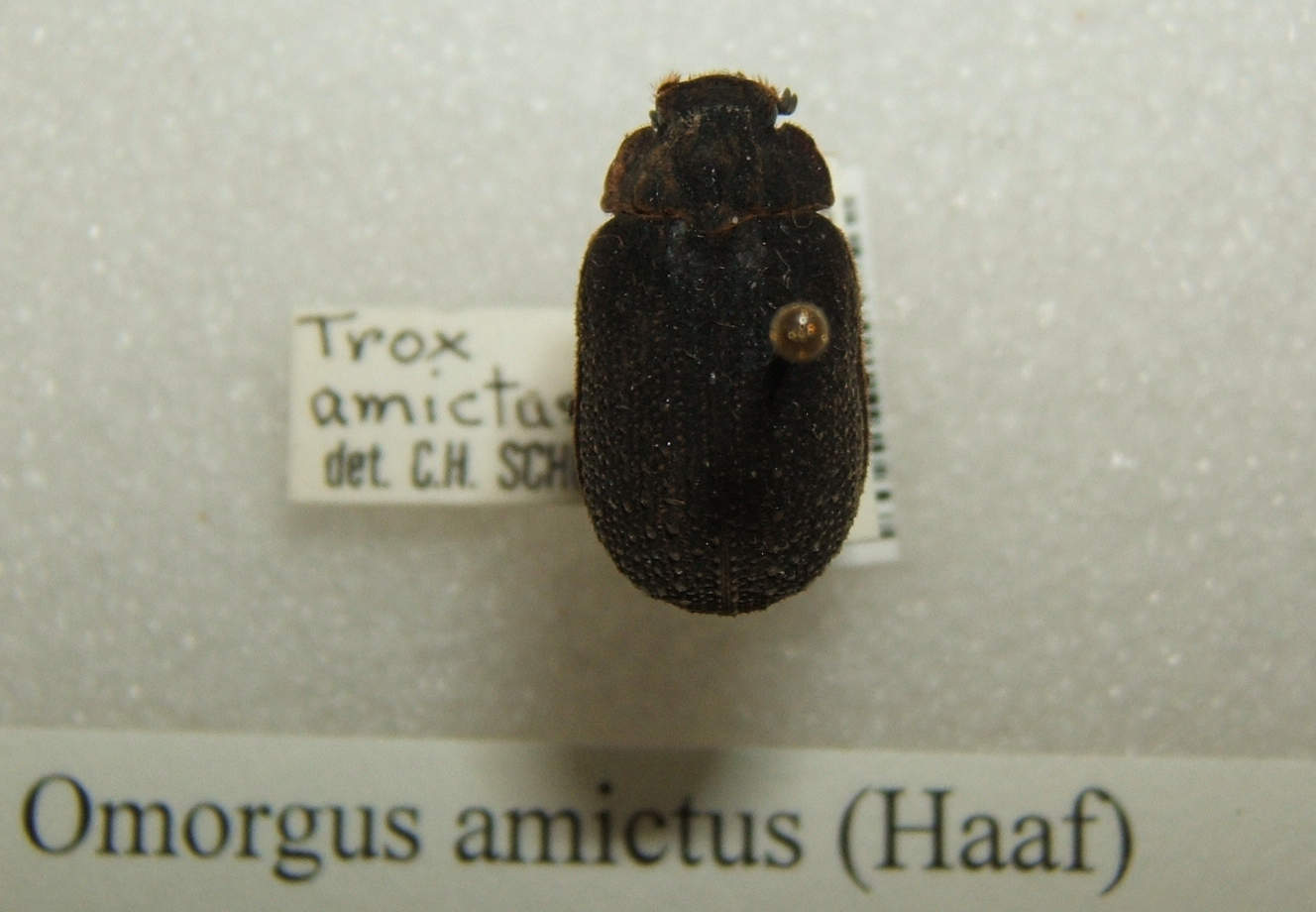